# Sover
Sover est une commune italienne d'environ 900 habitants située dans la province autonome de Trente dans la région du Trentin-Haut-Adige dans le nord-est de l'Italie.

## Administration
| Période                                  | Période  | Identité          | Étiquette | Qualité |
| ---------------------------------------- | -------- | ----------------- | --------- | ------- |
| 9 mai 2005                               | En cours | Alessandro Svaldi |           |         |
| Les données manquantes sont à compléter. |          |                   |           |         |

### Hameaux
Montesover, Piscine, Facendi, Piazzoli, Sveseri, Settefontane.

### Communes limitrophes
Les communes limitrophes sont  Altavalle, Bedollo, Capriana, Lona-Lases, Segonzano et Valfloriana.